# Andrea Ammon
Andrea Ammon est une médecin allemande. Elle est la directrice du centre européen de prévention et de contrôle des maladies depuis mars 2017. Elle a conseillé le gouvernement allemand dans la gestion du Syndrome respiratoire aigu sévère et du virus de la grippe A.

## Biographie
Andrea Ammon soutient sa thèse de doctorat de médecine à l'Université Louis-et-Maximilien de Munich en 1996 sur la qualité de vie des patients atteints de métastases hépatiques en soins palliatifs. Après sa thèse, elle intègre l'Institut Robert-Koch à Berlin. Elle devient directrice du département d'épidémiologie des maladies infectieuses. Entre 2002 et 2005 , elle est épidémiologiste pour l'état allemand. En 2003, elle conseille le gouvernement dans la gestion du Syndrome respiratoire aigu sévère. En 2006, elle aide le gouvernement lors du Virus de la grippe A (H5N1). Elle s'intéresse aussi aux maladies hydriques. En 2005, elle intègre le centre européen de prévention et de contrôle des maladies et y dirige l'unité de surveillance. Elle analyse et compare les réseaux de surveillance spécialisés européens. De 2011 à 2015, elle est directrice adjointe du centre européen de prévention et de contrôle des maladies. En 2014 et 2015 elle dirige le comité scientifique de la European Scientific Conference on Applied Infectious Disease Epidemiology. Elle est nommée directrice du centre européen de prévention et de contrôle des maladies en mars 2017. Elle a été éditrice associée de la revue Eurosurveillance (en) entre 2007 et 2015,.